# Xu Yunli
Xu Yunli (chinês tradicional: 徐雲麗; Fuqing, 2 de agosto de 1987) é uma jogadora de voleibol chinesa, medalhista nos Jogos Olímpicos de 2008 e campeã olímpica na Rio 2016.

## Carreira
Xu estreou em Olimpíadas justamente na edição em que foram realizadas no seu país natal. Participou de dois jogos da primeira fase em Pequim, onde a seleção chinesa viria a conquistar a medalha de bronze ao vencer Cuba na disputa de terceiro lugar.
Também foi convocada para disputar os Jogos de Londres, quatro anos depois, mas não foi titular em nenhuma partida e a China terminou a competição em quinto lugar.
A nível de clubes, Xu joga atualmente pelo Guangdong Evergrande e conquistou o título asiático e a medalha de bronze no Campeonato Mundial em 2013.
Em 2016, representou seu país nos Jogos Olímpicos de Verão no Rio de Janeiro, que foi campeã.